# Krügersdorf
Krügersdorf (niedersorbisch Krygaŕejce) ist ein Ortsteil der Stadt Beeskow im Landkreis Oder-Spree in Brandenburg.

## Geografie

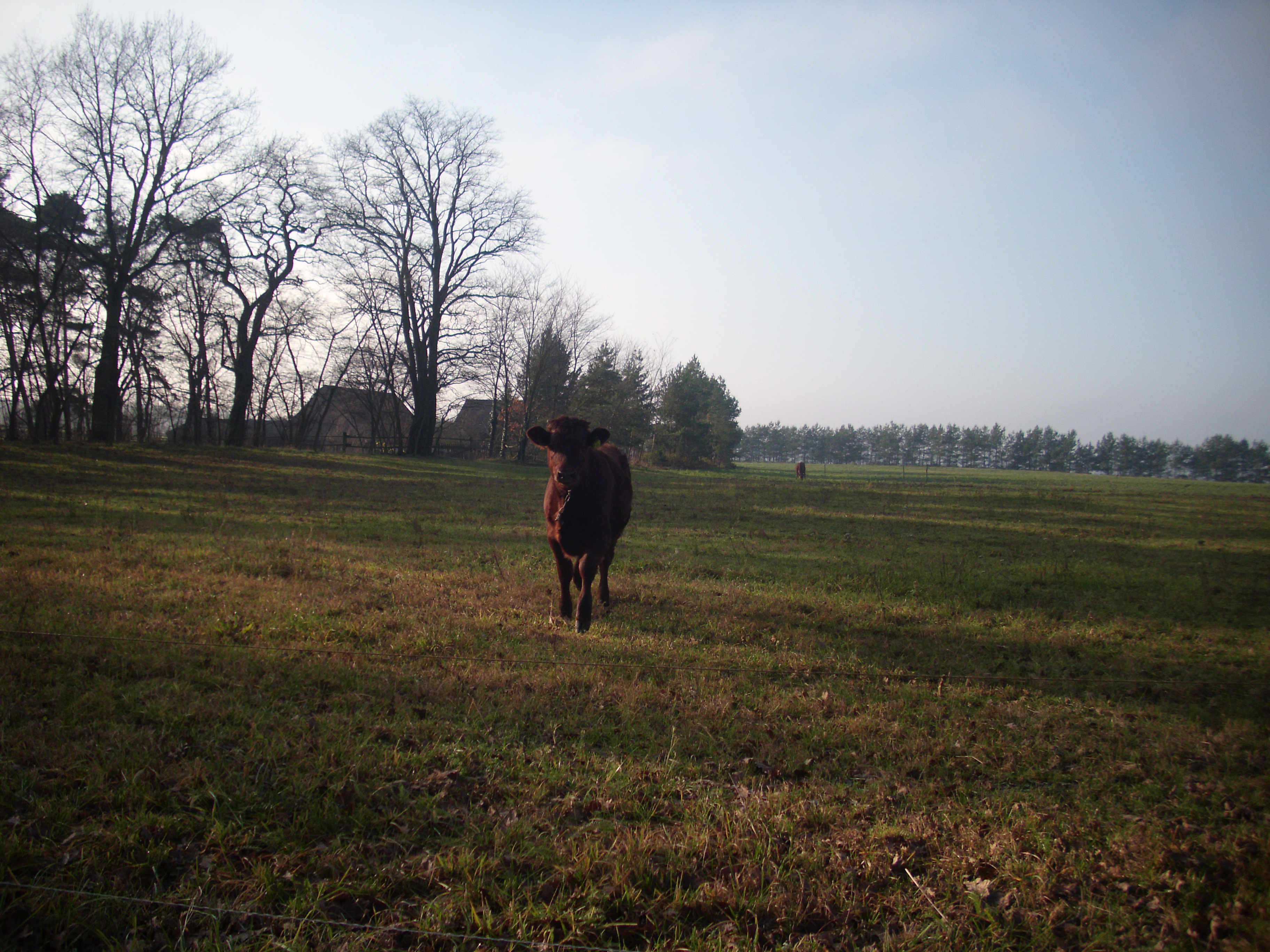
Ehemalige Mühle im Hintergrund und dazugehörige Länderei

Das Dorf liegt etwa 5 Kilometer ostsüdöstlich des Beeskower Stadtzentrums, umgeben von Wäldern und Äckern. Am Friedhof befindet sich um das frühere Mühlengrundstück ein großes Bisongehege. Östlich der Ortslage mit Zufahrt von Krügersdorf befindet sich das als Sperrgebiet ausgewiesene Munitionsdepot Schneeberg.
Umgebende Orte sind Grunow und Dammendorf im Osten, Oelsen im Südosten, Reudnitz im Süden, Zeust und Kummerow im Südwesten, Beeskow mit Bahrensdorf im Westen, sowie die Beeskower Ortsteile Oegeln und Schneeberg im Nordwesten und Norden.

## Geschichte

### Allgemeines
Zum ersten Mal wird das Dorf Krügersdorf im Jahr 1344 als Krugersdorph erwähnt. Damals wurden der Stadt Beeskow durch den Markgrafen von Brandenburg, Ludwig dem Älteren, ihre Rechte bestätigt und deren östliche Gemarkung beschrieben, an die Krügersdorf grenzte. Das Dorf hatte seit jeher ein Rittergut, deren Besitzer auch das Patronat über die Kirche besaßen. Bis zum Dreißigjährigen Krieg gab es im Ort 3 Bauern und 15 Koßäten, von deren Höfen im Jahr 1652 nur noch neun bewohnt waren. Damals wurden die Äcker der Bauern zum Rittersitz geschlagen, weshalb es seither in Krügersdorf nur noch Koßäten gab, zu welchen im 18. Jahrhundert noch einige Büdner hinzukamen. Der Ort hatte eine eigene Windmühle, deren Bau 1534 begann und welche bis zum Anfang des 20. Jahrhunderts als solche existierte. Heute befindet sich an ihrem Standort ein privates Wohngrundstück.
Am 6. Dezember 1993 wurde Krügersdorf nach Beeskow eingemeindet.

### Die Besitzer von Krügersdorf
Im Jahr 1369 wird erstmals ein Claws [Klaus] van Crugerstorph genannt, welcher der Eigentümer des Ortes gewesen sein dürfte. Die ersten namentlich bekannten Besitzer waren die Herren von Große. Als im Jahr 1425 Johann von Biberstein wegen seiner Erbhuldigung die Stadt Beeskow überfiel, half ihm dabei Botho (von) Grosse, welcher zue Crugersdorff gesessen. Drei Jahre später wird ein Hans (von) Große und im Jahr 1483 werden die Brüder Heinrich und Friedrich (von) Große als Besitzer erwähnt. Der letzte dieser Familie war Simon (von) Große, der Krügersdorf in den 1530er-Jahren an den damaligen Besitzer der Herrschaft Beeskow und Bischof von Lebus, Georg von Blumenthal, verlor.

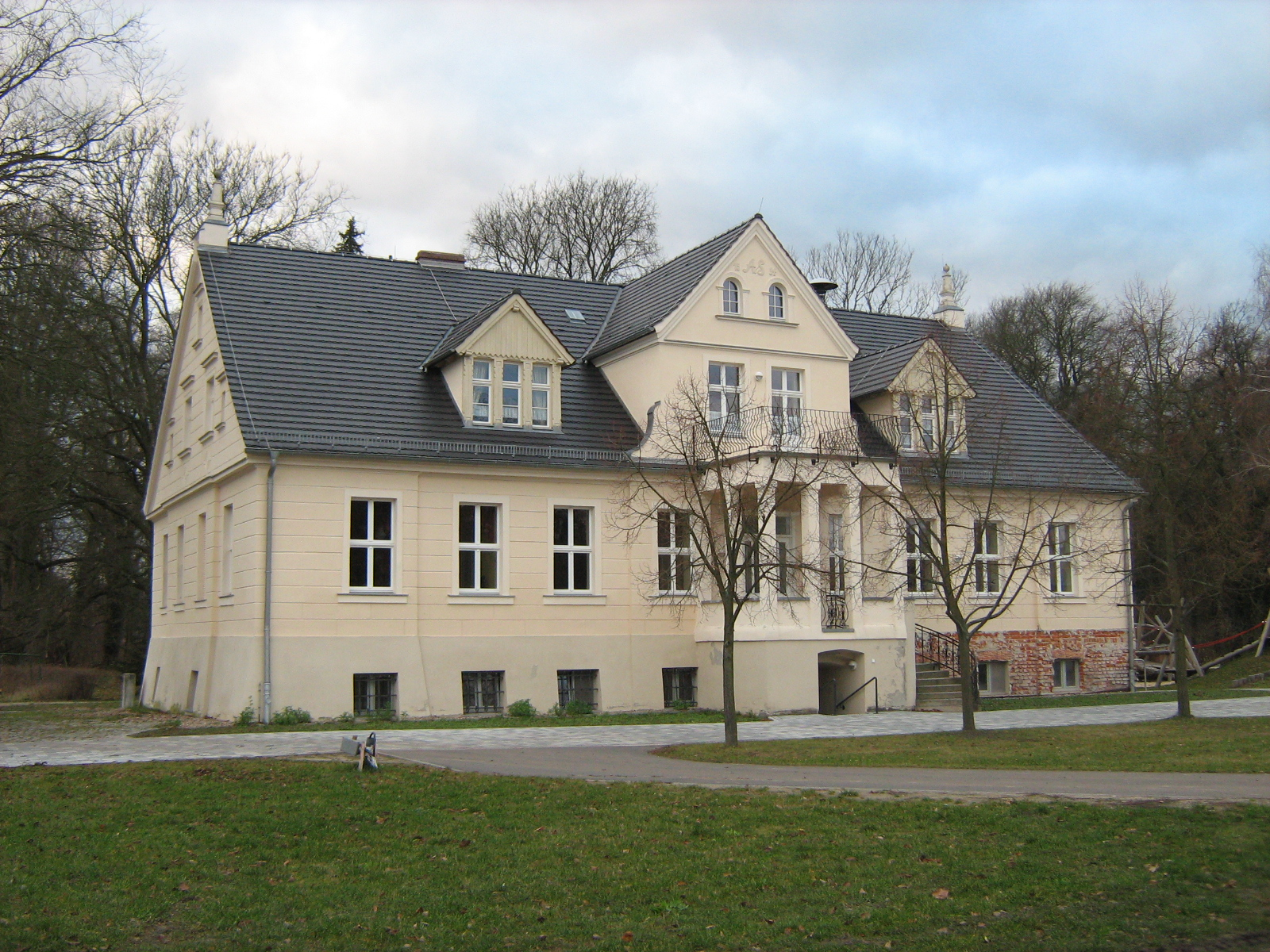
Gutshaus der Herren von Steinkeller

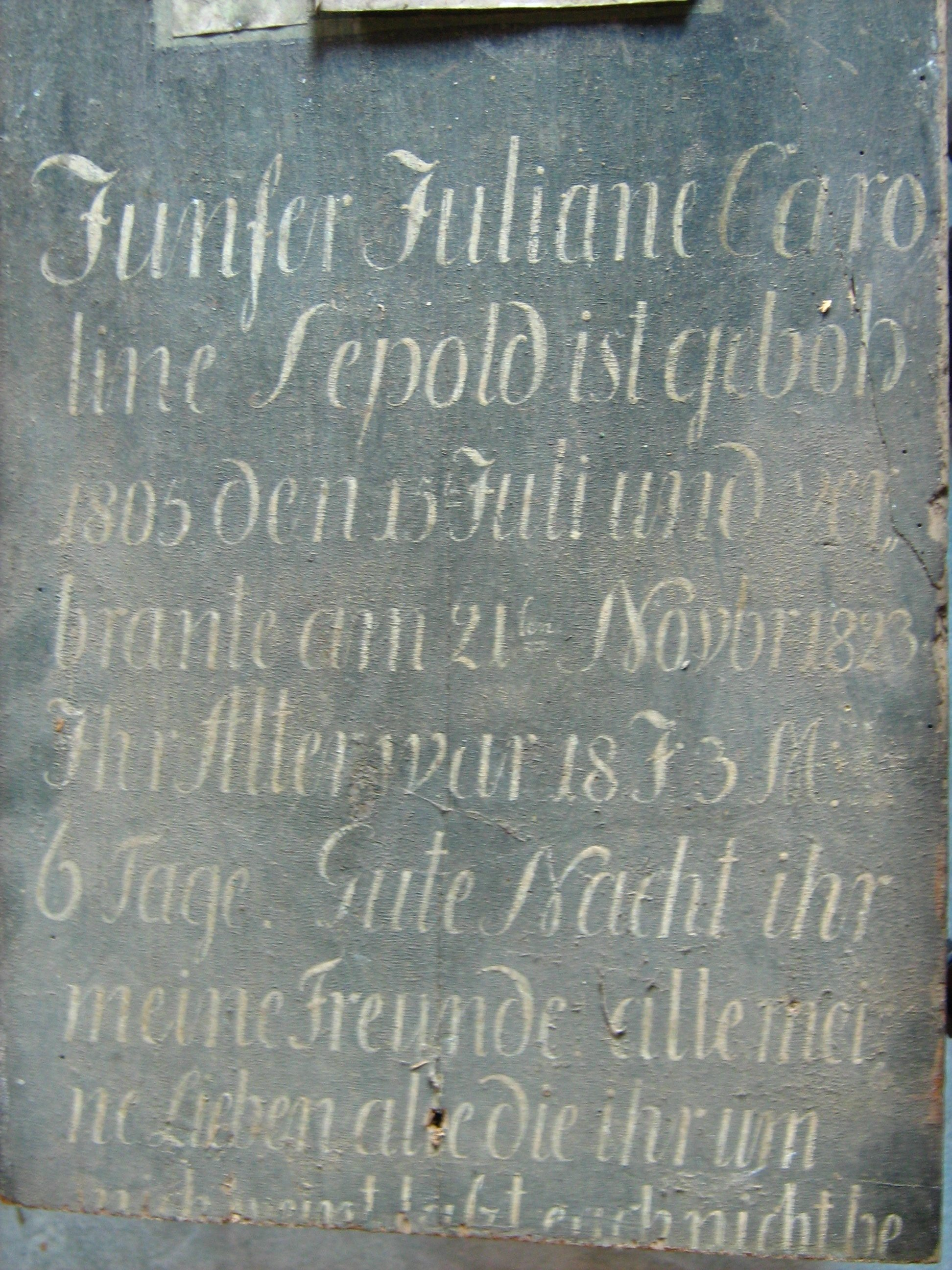
Holztafel einer Verstorbenen des Brandes im Gutshaus 1823

Der nächste Besitzer war Hans von Steinkeller, der aus dem Land Lebus kam, wo seine Familie mehrere Güter besaß. Er war 1534 Hauptmann von Beeskow und wurde im selben Jahr durch den Bischof von Lebus, Georg von Blumenthal, mit Krügersdorf belehnt. In diese Zeit fällt auch der Bau des Gutshauses, in dessen Erker (oben in der Mitte) noch heute die Jahreszahl 1539 zu lesen ist. Die darin stehenden Initialen „A. v. S.“ scheinen aber erst später von dem königlichen Generalmajor Anton Abraham von Steinkeller (1714–1781) hinzugefügt worden zu sein. Nach dem Verzeichnis der Roßdienste im Storkowschen und Beskoschen Weichbilde 1583 musste Georg v. Steinkeller zu Krugersdorff ein gerüstetes Pferd stellten. Er war aber nicht wol bestanden.
In der Nacht des 31. Oktober 1823 kam es im herrschaftlichen Hause zu einer Feuersbrunst, bei der drei Bedienstete den Tod fanden. Noch heute ist eine beschriebene hölzerne Tafel von einer der Unglücklichen erhalten. Über Generationen waren die von Steinkeller die Junker von Krügersdorf und später auch Birkholz (Kreis Friedeberg / Neumark). Einige der Familienmitglieder wurden im sogenannten Steinkellerschen Erbbegräbniß unter der hiesigen Kirche beigesetzt, das während des Zweiten Weltkriegs stark verwüstet wurde. Nach über 300 Jahren im Besitz der Herren von Steinkeller, wurde um 1845 Friedrich Wilhelm Ludwig Lehmann der Gutspächter von Krügersdorf.

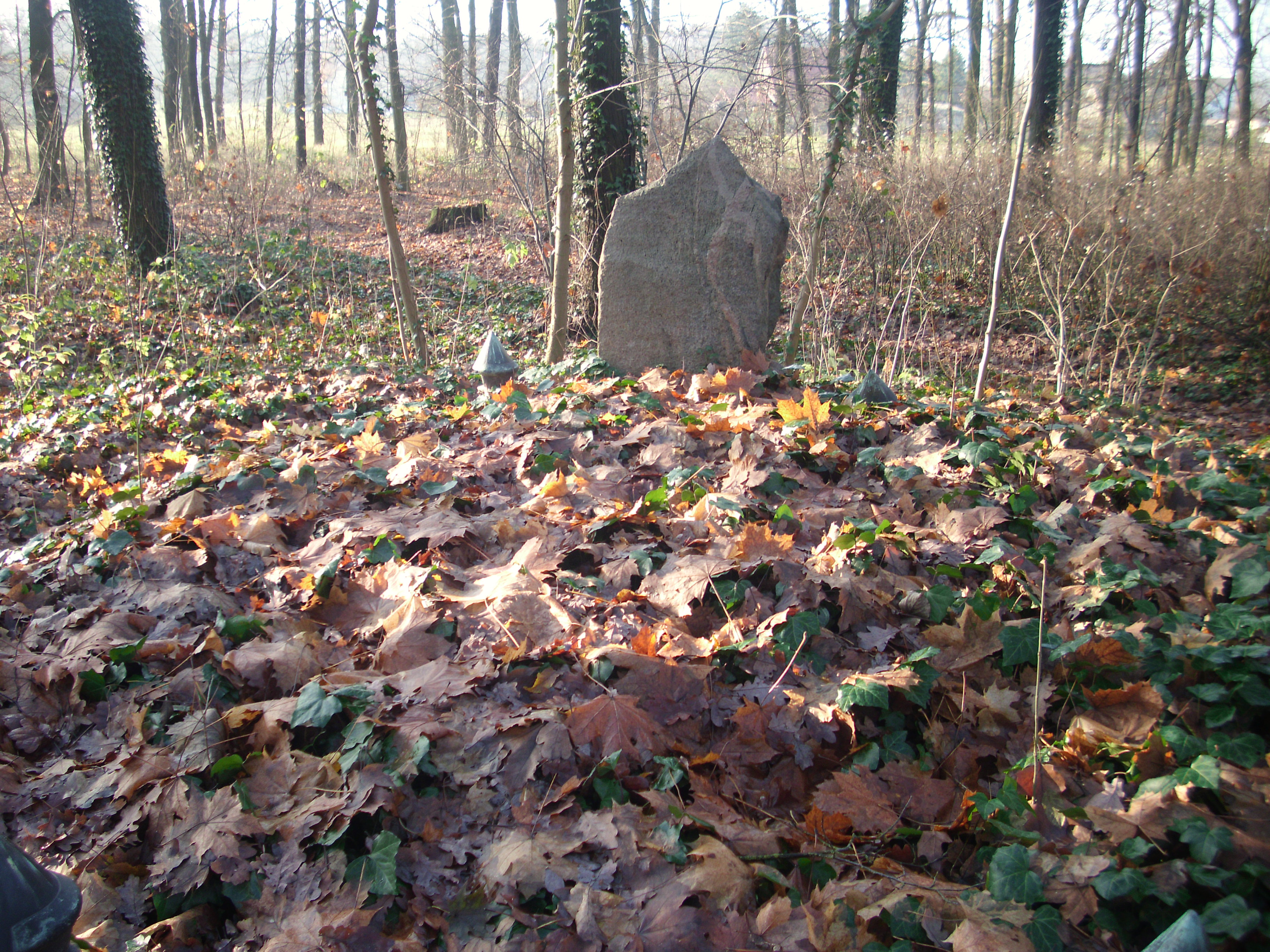
Grabstätte, vermutlich der Familie Möhring, im Park

Ferdinand Möhring war neben dem Besitz in Krügersdorf auch Pächter der Domäne Beeskow und des Gutes Gramzow, das der Familie Karbe gehörte. Zudem pachtete er im Juni 1901 das Gut Blankenburg, ehemals Karbe. Der Grabstein im Krügersdorfer Park scheint zu ihm zu gehören. Sein Sohn war Hermann Möhring (* 1. Juli 1872 in Beeskow; † 2. August 1943 auf Krügersdorf). Als letzte Besitzer des Ritterguts, das 1929 eine Fläche von 755 Hektar hatte, wurden seine Erben nach dem Zweiten Weltkrieg enteignet. Seine Frau Melitta kam bei einem Tieffliegerangriff auf den Flüchtlingstreck am 24. April 1945 ums Leben.
Pfarrer Johannes Aisch, der in Krügersdorf von 1902 bis 1912 wirkte, erhielt von der Krügersdorfer Gutsherrenwitwe die Lehnbriefe zur Durcharbeitung ausgehändigt und gab sie im ersten Teil seiner handschriftlichen Chronik als Abschrift wieder. Ohne diese Arbeit gäbe es heute keine Kenntnis von den Briefen der Jahre 1534, 1578, 1599, 1609 und 1620.

### Die Kirche von Krügersdorf

Krügersdorfer Taufengel

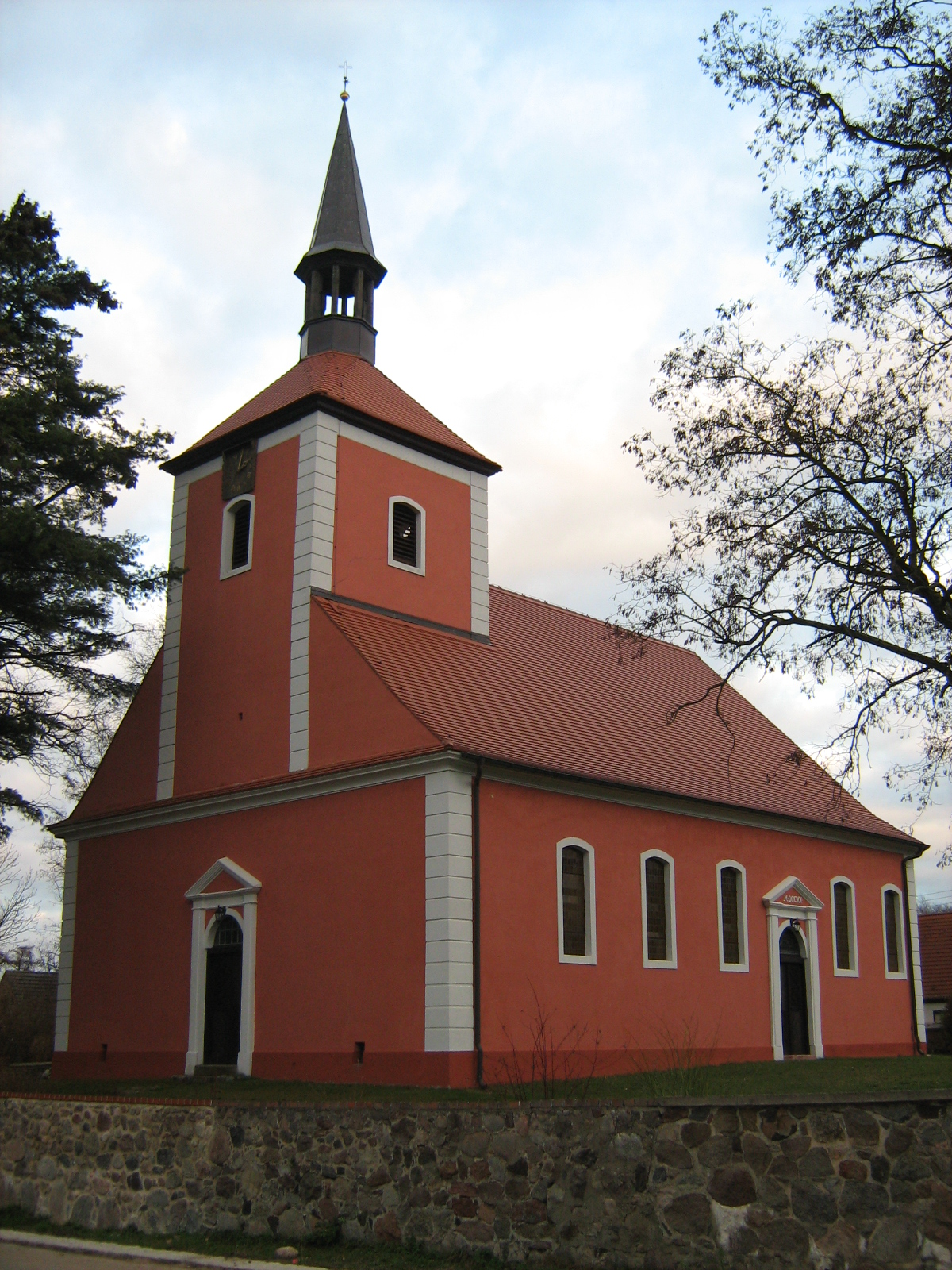
Dorfkirche Krügersdorf

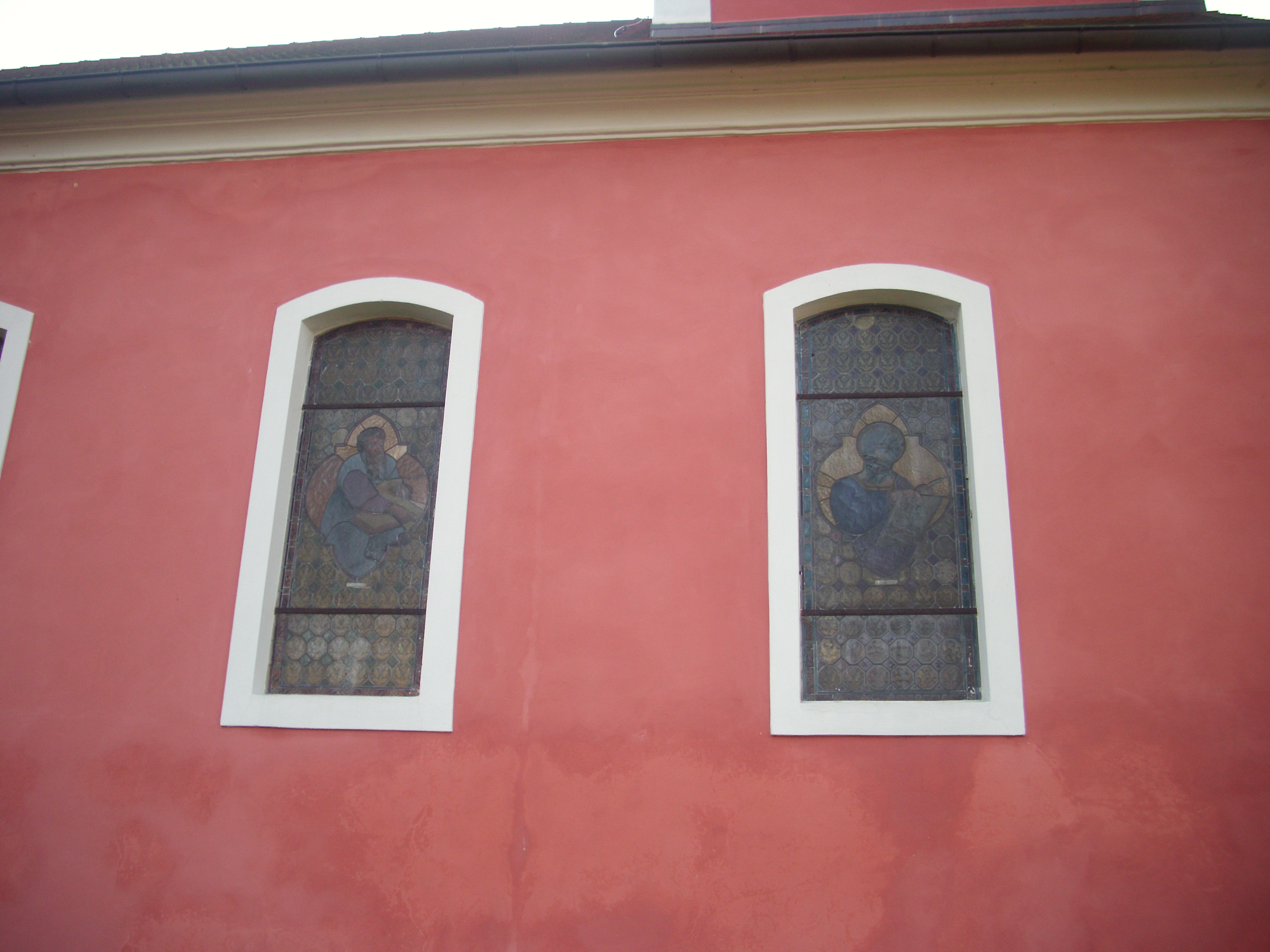
Fenster mit Daniel und Markus

Bereits kurz nach der Ersterwähnung des Ortes wird 1346 eine Kirche in Crügersdorff in den Meißner Bistumsmatrikel genannt. Einige Zeit später amtierte im Jahr 1362 sogar der Erzpriester des Sedes Beeskow hier. Mit Burchard Lehmann (um 1558) beginnt die lange Reihe der evangelischen Pfarrer des Ortes, zu dessen Kirchspiel seit ältester Zeit auch Schneeberg und Oelsen gehörten. Nach dem Prager Frieden von 1635 verlief die Landesgrenze von Brandenburg und Sachsen genau durch den Pfarrsprengel, da das Dorf Oelsen dem sächsischen Johanniterordensamt Friedland unterstand, während die anderen beiden brandenburgisch waren. Der preußische König verbriefte 1738 dem Krügersdorfer Pfarrer auf dessen Gesuch, dass dieser in Oelsener Angelegenheiten eine kurtze Reise in sächsische Städte (Friedland) machen darf.
Der Putzbau wurde im Jahr 1720 errichtet, im Giebelfeld des Südportals findet sich die Jahreszahl. Sein Erscheinungsbild ist das des Jahres 1910. Der Turm mit Pyramidendach enthält drei Glocken, die 1922 in Bochum gegossen wurden. Die Turmspitze besteht aus einer Kugel, Wetterfahne, einem Morgenstern und Kreuz. Die Jahreszahl 1956 erinnert an bauliche Maßnahmen, die unter anderem am Turm durchgeführt wurden. Erhebliche Rekonstruktionen fanden von 2000 bis 2002 statt, bei denen das Holztragewerk des Kirchenschiffs, des Turmes und des Dachs saniert wurden. In weiteren Maßnahmen der Jahre 2007 bis 2009 wurden die Ost- und Westempore sowie der Taufengel restauriert.
Im Inneren der Kirche befindet sich eine Patronatsloge mit Medaillonbildern und hohen, schmalen, verzierten Säulen. Das mittlere Brüstungsfeld zeigt ein Bild des Salvator Mundi.
Der Kanzelaltar ist mit einer Empore und der Orgel Opus 405 des Orgelbauers Wilhelm Sauer aus dem Jahr 1883 verbunden. Der Schalldeckel wird von zwei Engeln getragen. Im Altarraum befindet sich eine sechsseitige Taufe aus Holz. In der Mitte des Kirchenschiffs hängt ein Taufengel aus der Barockzeit. Zwischen 1883 und 1887 wurden 13 bunte bleiverglaste Kirchenfenster vom Gutsbesitzer Ferdinand Möhring gestiftet, sechs sind noch erhalten.
Die Kirche von Krügersdorf wurde in die Liste der Baudenkmale in Beeskow aufgenommen. Zum 1. Mai 2001 schlossen sich die Kirchengemeinden Krügersdorf, Groß Briesen, Grunow, Reudnitz, Merz und Ragow zu der neuen Kirchengemeinde Krügersdorf-Grunow zusammen. Die Kirchengemeinde Krügersdorf-Grunow und die Stadt- und Landkirchengemeinde Beeskow bilden heute die Gesamtkirchengemeinde Beeskow.

## Wirtschaft und Infrastruktur

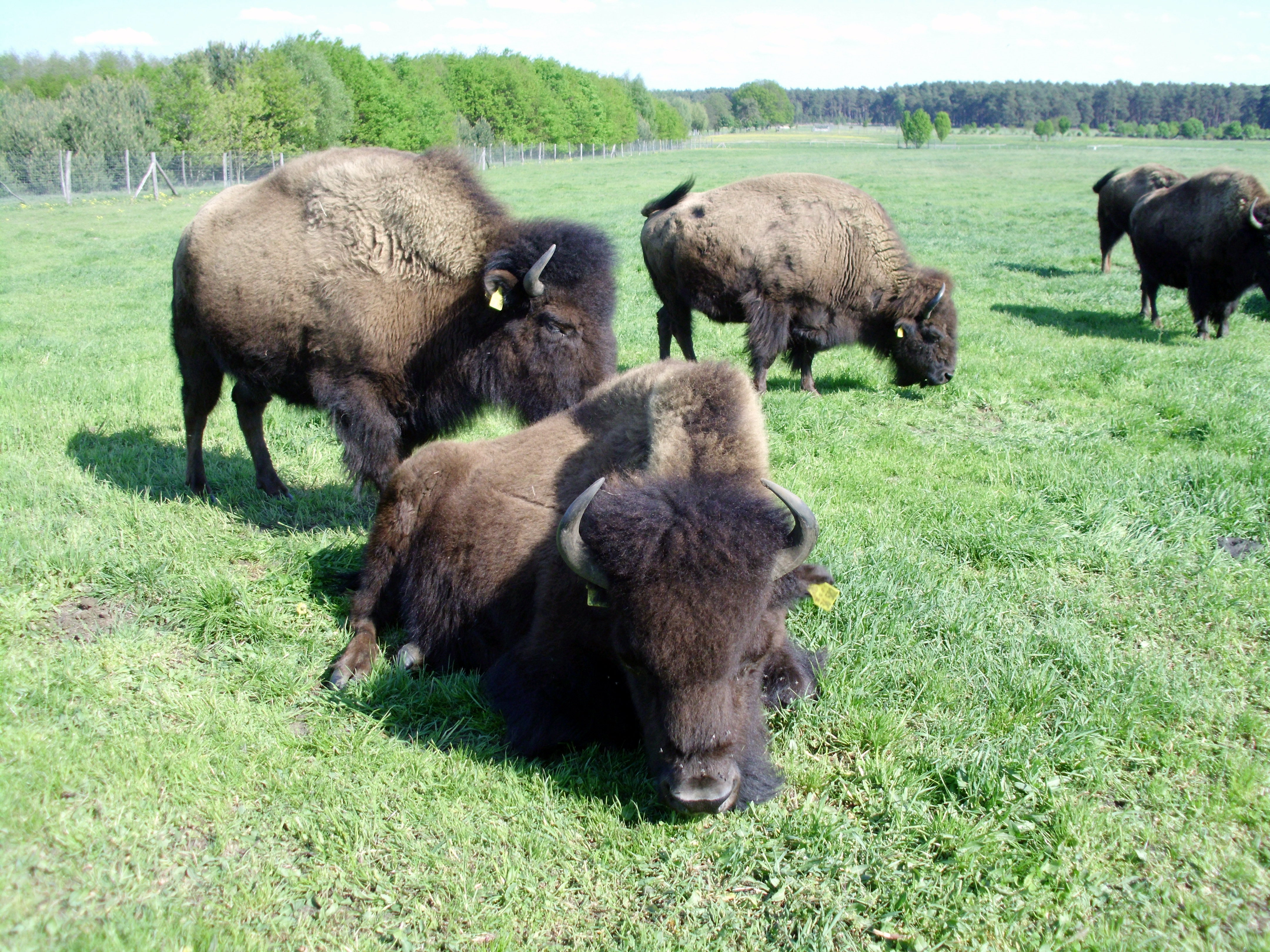
Bisonpark Krügersdorf

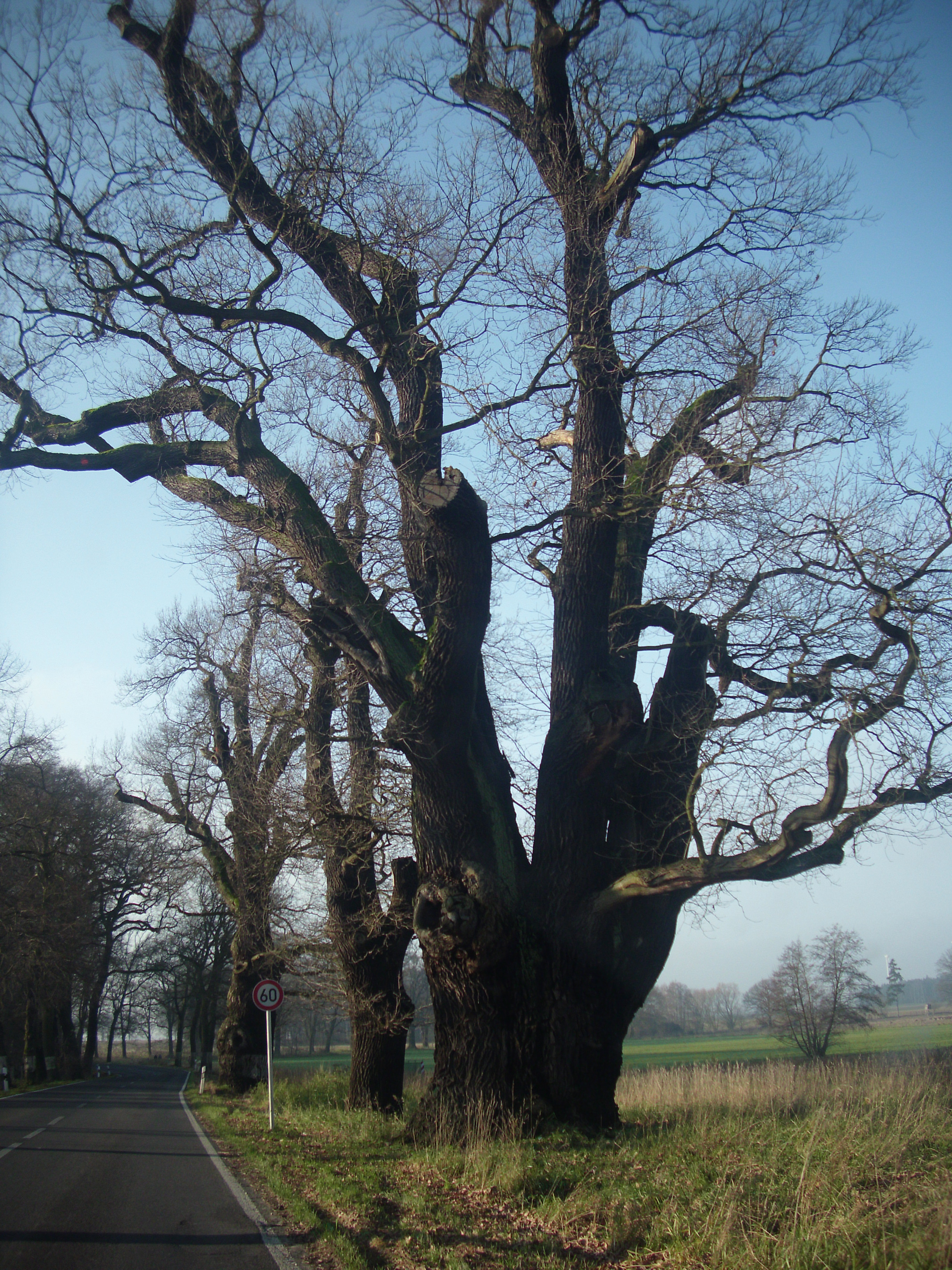
Eichen an der B 246

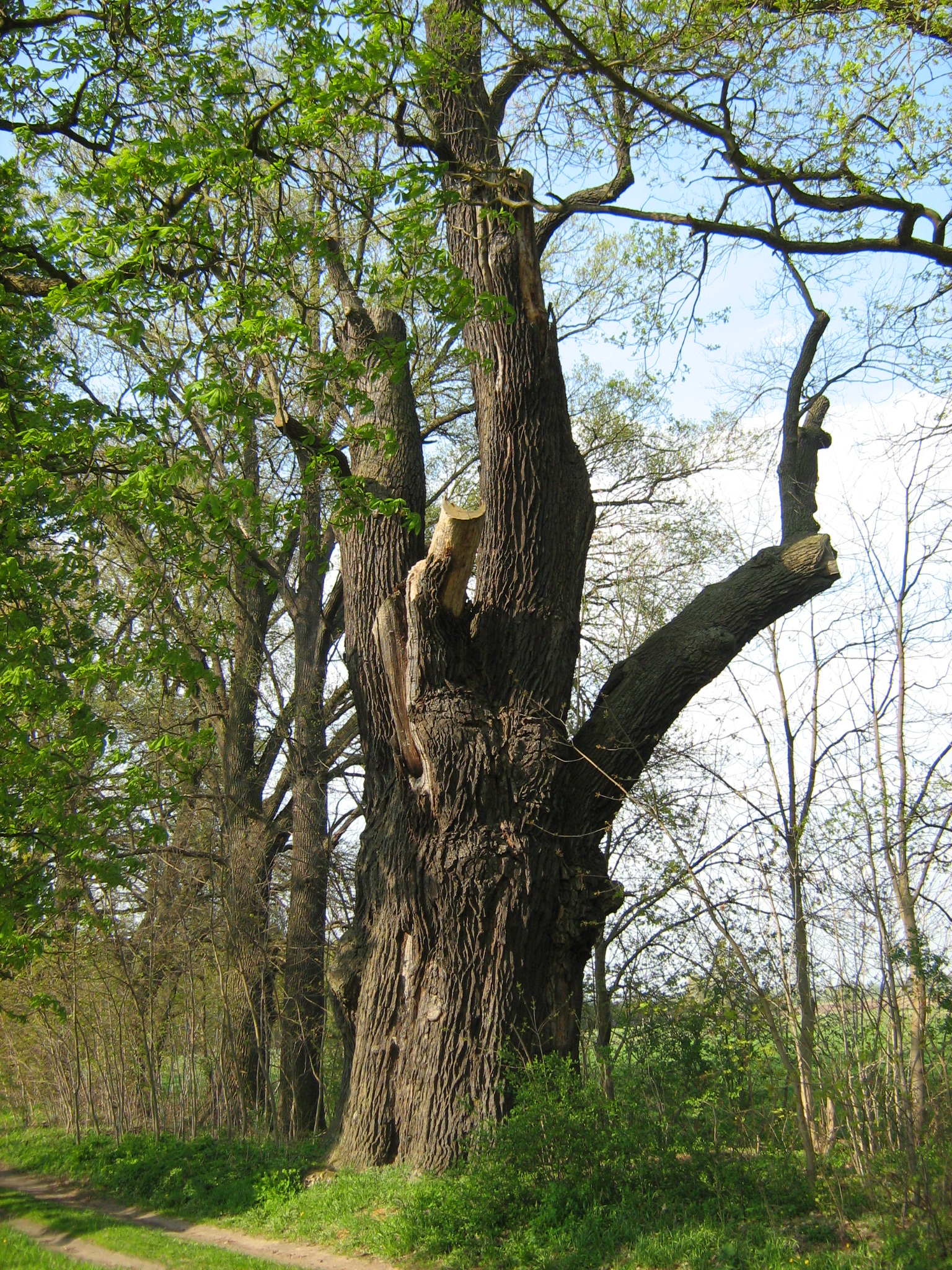
Alte Eiche abseits der B 246

- Schulen und alle nötigen Einrichtungen, Ämter und Behörden, finden sich im etwa 5 km entfernten Beeskow.
- Im sanierten Gutshaus befinden sich Ferienwohnungen und der Dorfgemeinschaftsraum. Direkt neben dem Gebäude am Park ist ein großer Spielplatz entstanden.[25]
- Im Ort befindet sich das Germanische Langhaus. Eine Gaststätte und Pension, die als Erlebnisgastronomie in die Welt des Mittelalters führt. Es gibt ein mittelalterliches Badehaus und einen Reisig-Backofen als Besonderheit. Es werden Lehrpfade und Kräuterspaziergänge angeboten, um Kenntnisse über Heilkräuter zu vermitteln, dazu kommt ein großes Damwildgehege.
- Die GbR Krügersdorfer Hirschgut betreibt eine Hirsch- und Bisonfarm.[26]
- Pferdefreunde finden in Krügersdorf die Möglichkeit zu Reitsafaris und Ranchurlaub, oder intuitives Pferdetraining zu erlernen. Der Reiterhof ist Kooperationspartner der IHK Ostbrandenburg und der Universität Viadrina in Frankfurt (Oder).

### Verkehr
Krügersdorf liegt an der Bundesstraße 246 zwischen der Stadt Beeskow und dem Ort Schneeberg.
Krügersdorf gehört zum Verkehrsverbund Berlin-Brandenburg. Als öffentliches Verkehrsmittel steht der Bus 400 der Busverkehr Oder-Spree zur Verfügung, der zwischen Beeskow und Eisenhüttenstadt verkehrt und in allen Ortschaften der Strecke hält. Die nächsten Bahnhöfe sind Schneeberg (bei Beeskow) und Beeskow an der Bahnstrecke Frankfurt (Oder)–Königs Wusterhausen.

## Sehenswürdigkeiten
Unweit des Ortes stehen die wahrscheinlich ältesten Eichen Brandenburgs mit einem geschätzten Alter von bis zu 600 Jahren. Eine von ihnen, die Dicke-Eiche, gilt als die Siebente der dicksten Eichen in Deutschland und hat einen Brusthöhenumfang von 10,26 m (2016).